# Abraham Janssens
Abraham Janssens I., Abraham Janssen I. nebo Abraham Janssens van Nuyssen (1575, Antverpy – 1632, Antverpy) byl vlámský barokní malíř, který je známý hlavně svými velkými náboženskými a mytologickými pracemi, které ukazují na vliv Caravaggia. Před návratem Rubense z Itálie byl předním malířem historických témat ve Flandrech.

## Životopis
Abraham Janssens se narodil v Antverpách jako syn Jana Janssense a Roelofkeny van Huysen nebo Nuyssen. O roce jeho narození panuje určitá nejistota. Jako rok narození byl uváděn rok 1567, nyní je častěji uváděn rok 1575.

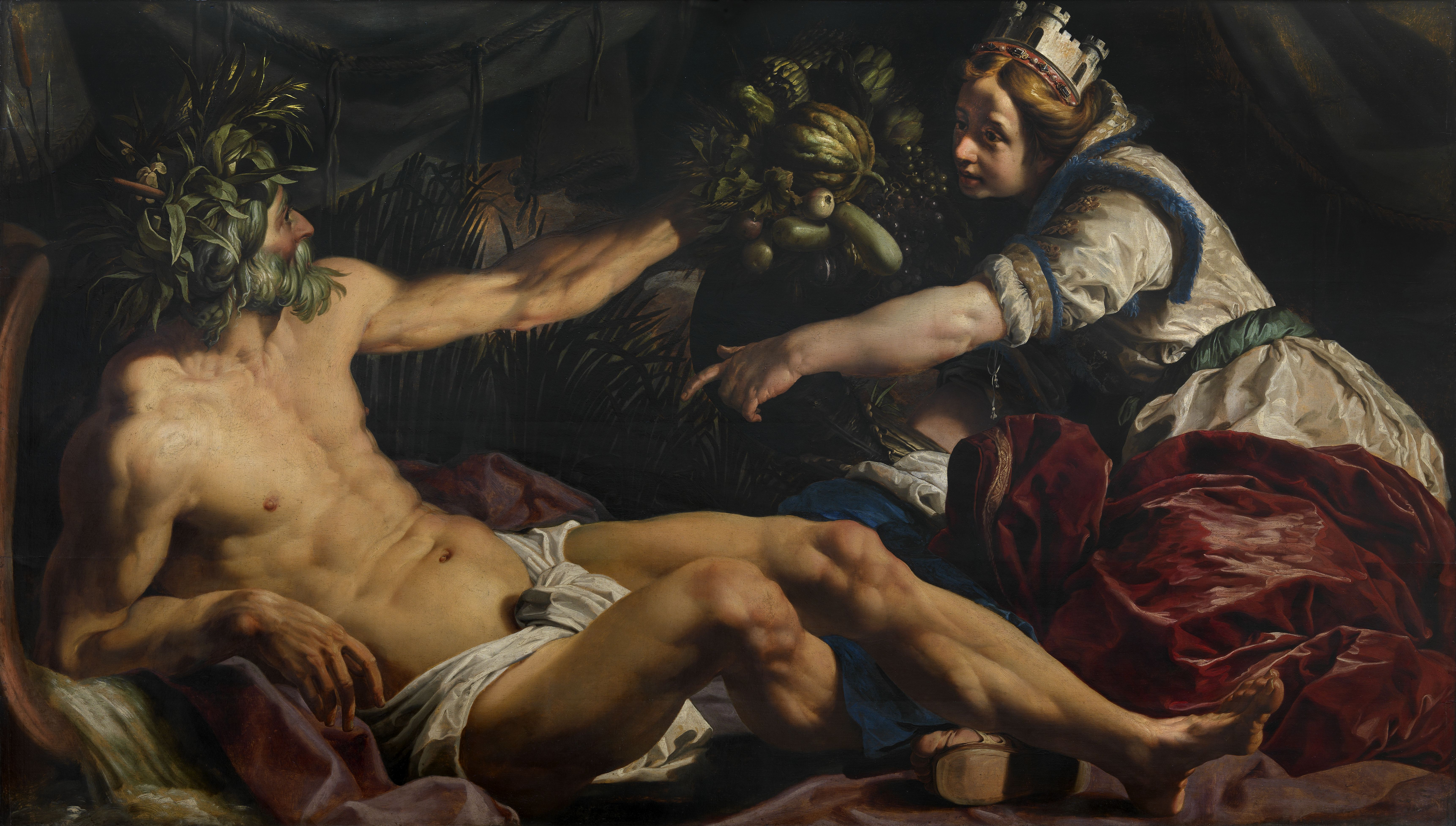
Scaldis a Antverpia 174 x 308 cm, 1609

Janssens studoval u Jana Snellincka. V roce 1585 byl jako žák zapsán v antverpském cechu Svatého Lukáše. Mezi roky 1597 až 1602 žil v Itálii, převážně v Římě. Po návratu do Antverp v letech 1601–6102 se stal v cechu Svatého Lukáše mistrem.
Dne 1. května 1602 se oženil se Sárou Goetkintovou (zemřela v Antverpách dne 7. dubna 1644), se kterou měl 8 dětí, z nichž pět v době její smrti ještě žilo: Maria Anna (pozdější manželka Jana Brueghela mladšího), Sara, Catharina, Lucretia a Abraham II. V roce 1607 se stal v cechu děkanem. V té době získal své první velké zakázky, čímž začalo nejdůležitější období jeho kariéry. Až do návratu Rubense do Antverp v roce 1608 byl Janssens považován za možná nejlepšího malíře historických témat své doby. Poté, co se Rubens stal hlavním příjemcem zakázek velkých oltářních obrazů na antverpském trhu, Janssens dostával zakázky převážně z jednotlivých provincií.
V roce 1610 se připojil ke spolku Gilda romantiků (Confrerie of Romanists), společnosti významných antwerpských osobností, humanistů a umělců. Podmínkou členství v Confrérii byla návštěva Říma. Umělcům členství v Confrérii usnadňovalo přístup mezi městskou společenskou elitu a tím i lepší podmínky při získávání zakázek během setkávání s potencionálními patrony.

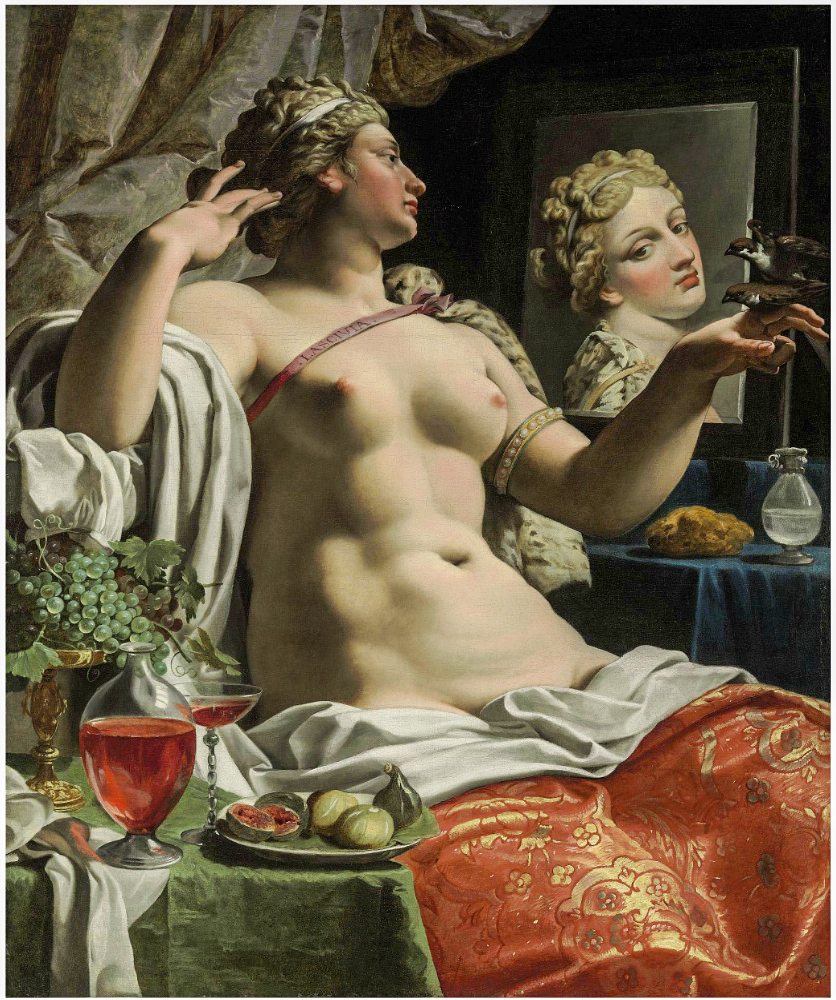
Hravost

Abraham Janssens zemřel v Antverpách roku 1632. Mezi jeho žáky patřil jeho syn Abraham Janssens II., Giovanni di Filippo del Campo, Michele Desubleo, Nicolas Régnier, Gerard Seghers, Theodoor Rombouts a Steven Wils.

## Dílo

### Všeobecně
Janssens maloval náboženské, mytologické i alegorické scény a příležitostně i portréty. Maloval také žánrové scény představující pět smyslů nebo sedm smrtelných hříchů.
Janssens podpis „Janssens van Nuyssen“ připojil k několika svým obrazům. Příjmení „van Nuyssen“ bylo pravděpodobně příjmení jeho matky. Janssens jej používal aby se odlišil od svých jmenovců, protože příjmení Janssens bylo ve Flandrech v 17. století velmi běžné.
Chronologii Janssensova díla je těžké určit, datoval či jinak dokumentoval pouze několik svých prací.

### Rané práce
Jeho nejranější díla z konce 16. století jsou ve stylu manýrismu. Vyznačují se jistou vyumělkovaností a velkou barevností. Příkladem je jeho nejstarší datovaný obraz Diana a Callisto z roku 1601 (Museum of Fine Arts, Budapešť). Janssens byl v té době ovlivňován spíše pozdním manýrismem než italským renesančním malířstvím. Pozdní manýrismus se tehdy rozvíjel v Utrechtu a Haarlemu, Janssens inspiraci čerpal z prací vlámského malíře Bartholomeuse Sprangera. Obraz Diana a Callisto se však také opírá o italské antické sochařství a renesanci, stejně jako Janssenova pozdější díla.

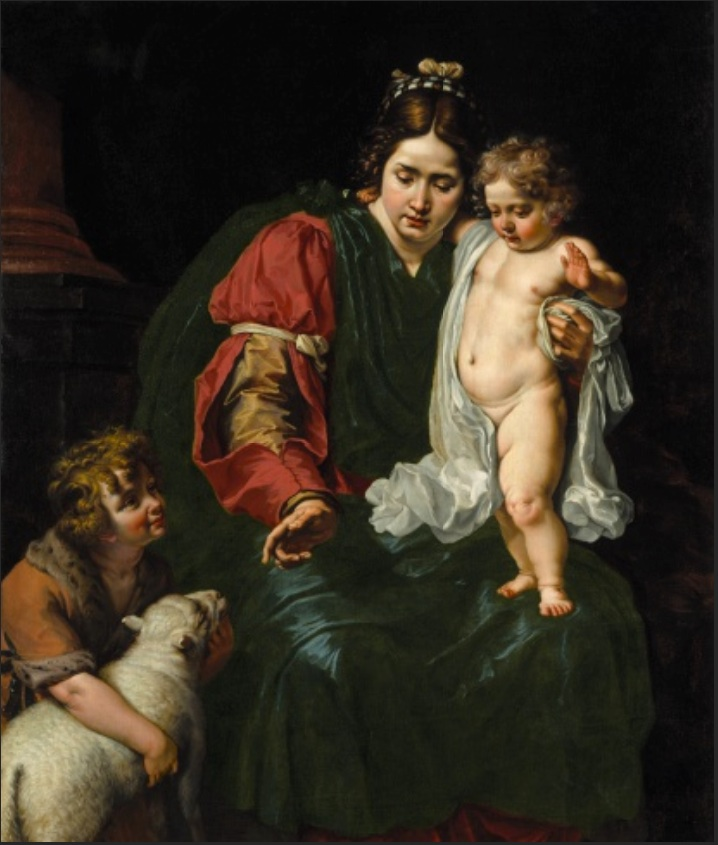
Panna s dítětem a Sv. Janem Křtitelem

V roce 1602, kdy se Janssens vrátil do Antverp, se v jeho stylu objevuje vliv Raphaela. Je to dobře vidět na obraze Mount Olympus (Alte Pinakothek, Mnichov), kde se ukazuje kombinace Janssensova studia antiky a stylu Michelangela, které získal během pobytu v Itálii a reprodukcí tisků, jež měl k dispozici v Antverpách.
Od roku 1606 se začal v jeho stylu projevovat vliv Caravaggia. Pravděpodobně to byla reakce na nové směry v antverpské malířské škole.Tímto novým stylem maloval asi pět až šest let.

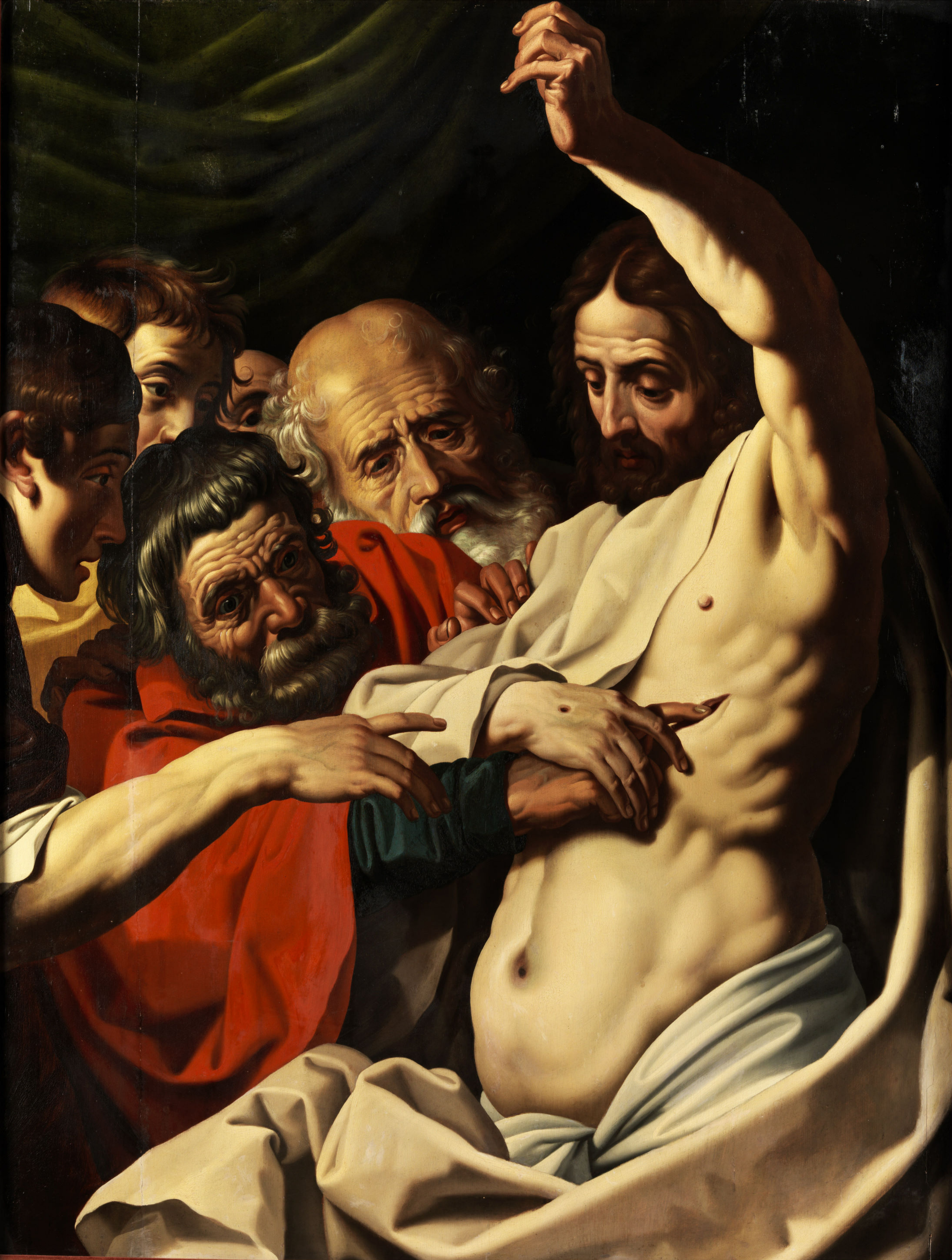
Nevěřící Tomáš

Jeho kompozice Scaldis a Antverpia (označovaná také jako Allegory of the Scheldt) z roku 1609 (Royal Museum of Fine Arts, Antverpy) je klíčovým dílem Janssensova caravaggeského období. Zakázku si u Janssena objednal antverpský magistrát do zasedací místnosti radnice, kde bylo 9. dubna 1609 podepsáno Dvanáctileté příměří mezi Španělskem a Nizozemskou republikou. Stejnou práci si objednal magistrát i u Rubense. Nizozemsko doufalo, že příměří přinese do Antverp prosperitu a rozkvět obchodu. Obchodní spojení životně důležité pro Antverpy tradičně spoléhalo na řeku Šeldu. Mužská postava "Scaldis" je alegorií řeky Šeldy a ženská postava přestavuje město Antverpy. Janssens byl umělecky na vrcholu své kariéry, postava Scaldise je inspirována sochou představující řeku Tiberu na Kapitolu, zatímco samotná kompozice připomíná Michelangelovo The Creation of Adam  Tato práce ukazuje, jak se Janssensův styl vyvinul směrem ke klasice, harmonii a změně stylu v používání barev. Vliv Caravaggia je patrný v použití silných kontrastů světla a stínu (šerosvitu) k vytvoření expresivní síly, zatímco vliv Boloňské školy lze najít v jeho hledání ušlechtilého klasicismu. Janssensenova preference sochařské formy v jeho kompozicích zhoršuje dramatičnost díla, protože postavy jsou zobrazeny ve strnulých pózách a výrazech.
Mezi další díla patřící do jeho caravaggeského období, patří Alegorie časových břemen z roku 1609 (Královské muzeum výtvarných umění v Belgii), Peace and plenty (Wolverhampton Art Gallery) z roku 1614, rovněž zakázka pro zasedací místnost antverpské radnice Mrtvý Kristus v hrobce se dvěma anděly vytvořená kolem roku 1610 (Metropolitní muzeum uměn)) Tento obraz byl později pravděpodobně použit jako oltářní obraz. Tato kompozice ve stylu Caravaggia předešla zhruba o deset let dílo jiného nizozemského umělce Dircka Jaspersze. van Baburena v obraze Roman Charity, Cimon and Peres.

### Pozdní práce
Janssensova pozdější práce je považována za méně přesvědčivou. Po roce 1612 se jeho malířský styl, stejně jako styl jeho dalších kolegů v Antverpách, dostal pod silný vliv Rubensovy obrazové techniky. Janssensovy obrazy polodlouhých postav byly stále považovány za inovativní a zajímavé, jeho náboženské obrazy v předchozím stylu byly ovšem i nadále úspěšné. Dobrým příkladem je obraz Ukřižování (Musée des beaux-arts de Valenciennes) z roku 1620. Postavy jsou budí dojem soch a nabývají tak ikonické nadčasovosti.